# Сармьенто (департамент, Сантьяго-дель-Эстеро)
Департамент Сармьенто  (исп. Departamento de Sarmiento) — департамент в Аргентине в составе провинции Сантьяго-дель-Эстеро.
Территория — 1549 км². Население — 4607 человек. Плотность населения — 3,00 чел./км².
Административный центр — Гарса.

## География
Департамент расположен в центральной части провинции Сантьяго-дель-Эстеро.
Департамент граничит:
- на севере — с департаментом Фигероа
- на востоке — с департаментом Хуан-Фелипе-Ибарра
- на юге — с департаментом Авельянеда
- на западе — с департаментами Сан-Мартин, Роблес

## Административное деление
Департамент включает 1 муниципалитет:
- Гарса

## Важнейшие населенные пункты[3]
| № | Населённый пункт | Населённый пункт (исп.) | Категория | Население чел. (2010) | На карте                        |
| - | ---------------- | ----------------------- | --------- | --------------------- | ------------------------------- |
| 1 | Гарса            | Garza                   | город     | 2584                  | 28°09′10″ ю. ш. 63°32′16″ з. д. |